# HitQuarters
HitQuarters é uma indústria internacional de publicação de conteúdo musical, fundada em 1999.